# Министр иностранных дел Португалии
Министр иностранных дел Португалии (порт. Ministro dos Negócios Estrangeiros de Portugal) — важнейший министерский пост в Правительстве Португалии, отвечающий за внешнюю политику страны. Глава министерства иностранных дел Португалии. С 1736 по 1822 год должность официально называлась государственный секретарь иностранных дел и войны. С 1822 года должность называется министр иностранных дел Португалии. Ныне со 2 апреля 2024, пост занимает Пауло Ранжел.

## Министры иностранных дел Португалии

### Министры иностранных дел Португалии в периода режимаНового государстваили II Республики 1926—1974
- Антониу ди Оливейра Салазар (24 ноября 1936 — 4 февраля 1947);
- Жозе Каэйру да Мата (4 февраля 1947 — 2 августа 1950);
- Паулу Кунья (2 августа 1950 — 26 декабря 1956);
- Марселу Каэтану (26 декабря 1956 — 11 февраля 1957);
- Паулу Кунья (11 февраля — 27 июня 1957);
- Марселу Каэтану (29 мая — 27 июня 1957);
- Паулу Кунья (27 июня 1957 — 14 августа 1958);
- Марселу Матиаш (14 августа 1958 — 3 мая 1961);
- Алберту Франку Ногейра (3 мая 1961 — 5 октября 1969);
- Марселу Каэтану (5 октября 1969 — 15 января 1970);
- Руй Патришиу (15 января 1970 — 16 мая 1974).

### Министры иностранных дел Португалии III Республики с 1974, послеРеволюции гвоздик
- Мариу Суареш (16 мая 1974 — 26 марта 1975);
- Эрнешту ди Мелу Антунеш (26 марта — 8 августа 1975);
- Мариу ди Оливейра Руйву (8 августа — 19 сентября 1975);
- Эрнешту ди Мелу Антунеш (19 сентября 1975 — 23 июля 1976);
- Жозе Медейруш Феррейра (23 июля 1976 — 12 октября 1977);
- Мариу Суареш (12 октября 1977 — 30 января 1978);
- Виктор Са Машаду (30 января — 29 августа 1978);
- Карлуш Коррейра Гаго (29 августа — 22 ноября 1978);
- Жуан Карлуш Лопеш Кардозу ди Фрейташ-Круш (22 ноября 1978 — 3 января 1980);
- Диогу Фрейташ ду Амарал (3 января 1980 — 9 января 1981);
- Андре Гонсалвеш Перейра (9 января — 4 сентября 1981);
- Васку Фушер Перейра (4 сентября 1981 — 9 января 1983);
- Андре Гонсалвеш Перейра (9 января — 9 июня 1983);
- Жайме Гама (9 июня 1983 — 6 ноября 1985);
- Педру Пиреш ди Миранда (6 ноября 1985 — 17 августа 1987);
- Жуан ди Деуш Пинейру (17 августа 1987 — 12 ноября 1992);
- Жозе Мануэл Баррозу (12 ноября 1992 — 28 октября 1995);
- Жайме Гама (28 октября 1995 — 6 апреля 2002);
- Антониу Мартинш да Круш (6 апреля 2002 — 9 октября 2003);
- Тереза Патрисиу Гувейя (9 октября 2003 — 9 октября 2004);
- Антониу Монтейру (9 октября 2004 — 12 марта 2005);
- Диогу Фрейташ ду Амарал (12 марта 2005 — 30 июня 2006);
- Луиш Амаду (3 июля 2006 — 21 июня 2011);
- Паулу Порташ (21 июня 2011 — 24 июля 2013);
- Руи Машете[англ.] (24 июля 2013 — 26 ноября 2015);
- Аугусту Сантуш Силва (26 ноября 2015 — 28 марта 2022);
- Антониу Кошта (28 марта — 30 марта 2022);
- Жоау Гомеш Кравинью (30 марта 2022 — 2 апреля 2024);
- Пауло Ранжел (с 2 апреля 2024).